# Piper finlaysonianum
Piper finlaysonianum är en pepparväxtart som beskrevs av Nathaniel Wallich. Piper finlaysonianum ingår i släktet Piper och familjen pepparväxter. Inga underarter finns listade i Catalogue of Life.